# Guatemala a 2011-es úszó-világbajnokságon
Guatemala a 2011-es úszó-világbajnokságon négy úszóval vett részt.

## Hosszútávúszás
Férfi
| Versenyző     | Esemény                             | Döntő     | Döntő    |
| Versenyző     | Esemény                             | Idő       | Helyezés |
| ------------- | ----------------------------------- | --------- | -------- |
| Kevin Vasquez | Férfi 5 kilométeres hosszútávúszás  | 1:02:13.1 | 40       |
| Kevin Vasquez | Férfi 10 kilométeres hosszútávúszás | 2:13:19.2 | 58       |

Női
| Versenyző     | Esemény                           | Döntő     | Döntő    |
| Versenyző     | Esemény                           | Idő       | Helyezés |
| ------------- | --------------------------------- | --------- | -------- |
| Cindy Toscano | Női 5 kilométeres hosszútávúszás  | 1:05:04.1 | 36       |
| Cindy Toscano | Női 10 kilométeres hosszútávúszás | 2:19:43.1 | 48       |

## Úszás
Férfi
| Versenyző   | Esemény                      | Selejtező | Selejtező | Elődöntő          | Elődöntő          | Döntő             | Döntő             |
| Versenyző   | Esemény                      | Idő       | Helyezés  | Idő               | Helyezés          | Idő               | Helyezés          |
| ----------- | ---------------------------- | --------- | --------- | ----------------- | ----------------- | ----------------- | ----------------- |
| Kevin Avila | Férfi 50 méteres gyorsúszás  | 24.66     | 59        | Nem jutott tovább | Nem jutott tovább | Nem jutott tovább | Nem jutott tovább |
| Kevin Avila | Férfi 100 méteres gyorsúszás | 53.03     | 61        | Nem jutott tovább | Nem jutott tovább | Nem jutott tovább | Nem jutott tovább |

Női
| Versenyző | Esemény                     | Selejtező | Selejtező | Elődöntő          | Elődöntő          | Döntő             | Döntő             |
| Versenyző | Esemény                     | Idő       | Helyezés  | Idő               | Helyezés          | Idő               | Helyezés          |
| --------- | --------------------------- | --------- | --------- | ----------------- | ----------------- | ----------------- | ----------------- |
| Maria Coy | Női 200 méteres mellúszás   | 2:45.32   | 33        | Nem jutott tovább | Nem jutott tovább | Nem jutott tovább | Nem jutott tovább |
| Maria Coy | Női 400 méteres vegyesúszás | 5:11.28   | 33        |                   |                   | Nem jutott tovább | Nem jutott tovább |